# Twierdzenie Whiteheada
Twierdzenie Whiteheada – twierdzenie teorii homotopii udowodnione przez J. H. C. Whiteheada.

## Sformułowanie
Słaba homotopijna równoważność {\displaystyle f:X\to Y} między CW-kompleksami {\displaystyle X} oraz {\displaystyle Y} jest homotopijną równoważnością.